# Monte Pascoal (Goiânia)
Monte Pascoal é um bairro localizado na periferia do município de Goiânia, na região oeste da cidade.
Fundado nos anos 2000, o Monte Pascoal localiza-se no extremo oeste, próximo ao Conjunto Vera Cruz. O bairro foi loteado sem asfalto e a infraestrutura necessária do tipo. Assim, o Monte Pascoal foi alvo de várias matérias acerca de seus problemas.
Segundo dados do Instituto Brasileiro de Geografia e Estatística (IBGE), divulgados pela prefeitura, no Censo 2010 a população do Monte Pascoal era de 1 765 pessoas.